# 風景印

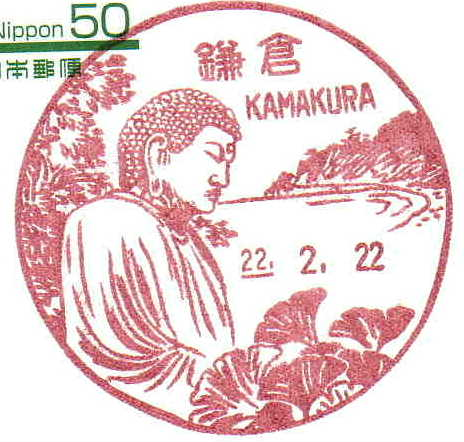
1948年1月1日以来、図案が変更されず使用されている神奈川県・鎌倉郵便局の風景印

風景印（ふうけいいん）とは、郵便局に配備されている消印の一種である。
正式名称は風景入通信日付印（ふうけいいりつうしんにっぷいん）。

## 概要
風景印（風景入通信日付印）は郵便局に配備されている消印の一種で、局名と押印年月日欄と共に、局周辺の名所旧跡等にちなむ図柄が描かれている。大きさは直径36mm以内で形は円形が基本であるが、特産品などをかたどった変形印もある。押印に際しては鳶色と呼ばれる赤茶色のスタンプインクが使われる。通常の黒色の消印とは異なり、郵便窓口等で利用者から申し出があった場合に押印してもらうことができる。
使用開始の広報は、郵政省時代は官報で行われていたが、2004年度以降は日本郵便のウェブサイトで行われている。一旦使用が開始されると廃止まで半永久的に使用されるため、使用開始日の印影を収集している者が多い。郵便局自体の廃止や改称、簡易郵便局への変更などの理由で廃止される場合があり、加えて風景印に描かれていた景観の変化など諸般の事情で廃止・変更される場合もある

### 配備
2018年1月1日時点で営業中の全国24050の郵便局のうち、11139郵便局（うち35は簡易郵便局、7は分室）に配備されている。配備数は北海道（882）や東京都（652）、愛知県（650）、神奈川県（450）、兵庫県（425）、静岡県（415）などで多い一方、佐賀県、宮崎県、山梨県、香川県、沖縄県など100局未満のところもある。都道府県内の総郵便局数に対する配備率で見ると、福井県（79%）や京都府・愛知県・静岡県（約70%）などでは配備率が高いが、大阪府や九州地方では20%以下のところもある。
配備はその郵便区を管轄する局の意向に左右され、比較的配備率の高い京都市でも下京区や南区では低いなどの偏りが生じている。配備局は直営局が多く、簡易郵便局への配備は季節局や観光地の局など少数にとどまる。
これら以外の特殊な例として船内郵便局（しらせ船内、昭和基地内、世界青年の船船内、東南アジア青年の船船内）における風景印が挙げられる。これらの施設は利用可能者が限られるため、一般の者は毎年発表されるプレスリリースを参照の上、郵便で押印を依頼する必要がある。また万博など、国際的なイベントにおいて設置された郵便局にも風景印が配備されることがある。

### 図柄
風景印には配備される郵便局周辺の名所旧跡や特産品等にちなむ図柄が描かれている。実際に見える風景というよりも、その場のイメージ・ステレオタイプが優先されている傾向がある。近年では地域にゆかりのあるアニメや特撮のキャラクターや、自治体のマスコットキャラクターなどが描かれる場合もある。ときには「ぽすくま」が描かれているジ・アウトレット広島内郵便局やイオンモール高知内郵便局など風景といいがたい意匠が採用されることもある。
一部の市区町村では同一の図柄が複数局で使われている。川崎市麻生区を例にすると、区内の9局のうち、麻生郵便局以外の8局は全て同一の図柄（王禅寺ふるさと公園）が描かれている（2019年10月現在）。同様の例は川崎市の多摩区を除く各区や大阪市阿倍野区、神戸市垂水区などでも見られる。
地域の景観や特産品の変化、また局の改称や移転などに伴い図柄が変更されることもある。東京中央郵便局を例にすると、戦前は1931年から1940年まで使われた後、戦後は1948年1月1日から国会議事堂と二重橋が描かれたものが使われていたが、1996年4月24日と2012年7月17日に図案変更が行われ、現在は東京駅丸の内駅舎とJPタワーが描かれたものとなっている。
2007年10月1日の郵政民営化から2012年10月1日の会社統合までの間、郵便局（郵便窓口を担当）と日本郵便支店（ゆうゆう窓口を担当）が同一店舗で営業していたところでは、多くの場合は両者でほぼ同一の図柄が使われていた。違いは主に押印日の年活字に下線があるかないか（「下線あり」が郵便局、「下線なし」がゆうゆう窓口）というもので、さらに各中央郵便局を始め一部の局では局名表示も若干異なっていた。これらは会社統合によりいずれも「下線なし」「郵便局の局名表示」に統一された。
例外的に下記の局・支店については、統合前にそれぞれ異なる意匠の風景印を使用していた。統合後は甲西局では旧郵便局の意匠、それ以外では旧支店の意匠が使用されている。
- 那珂郵便局・支店（茨城県那珂市）､本所郵便局・支店（東京都墨田区）､白子郵便局・支店（三重県鈴鹿市）、甲西郵便局・支店（滋賀県湖南市）

## 押印
押印には、消印の収集を目的とし郵便物を差し出さないで押印してもらう「記念押印」と、郵便物を差し出す際に押印してもらう「引受消印」の2種類がある。押印は風景印が配備されている郵便局の郵便窓口またはゆうゆう窓口(記念押印は不可能、引受消印のみ対応可能)で行われる。1通あたり切手または料額印面の合計を85円以上(第二種郵便料金)とした台紙・封筒・郵便はがき等が必要である。郵趣のための押印サービス - 日本郵便に詳しく説明が公表されているので参考にすると間違いがない。

### 記念押印
窓口にて切手を貼りつけた台紙等に押印してもらった後、差し出さずに持ち帰る方法である。自ら窓口に赴いて直接依頼する方法と、郵便で押印依頼を送付する「郵頼（ゆうらい）」と呼ばれる方法がある。

### 引受消印
窓口にて郵便物へ風景印を押印し、そのまま差し出す方法である。
国際郵便の場合は、切手や料額印面を風景印で消印した上で、その傍の切手にかからない位置に別途欧文印を押印する必要がある。

### 郵頼
郵便で押印を依頼し返送してもらうサービスである（風景印に限らず、通常の和文印や欧文印等を郵頼することも可能）。
船内郵便局や宮内庁内郵便局は、一般人の訪問が困難であるため原則的に郵頼で消印を入手しなければならない。
次の3点を揃えて、押印を希望する郵便局に郵送する。往信封筒に「風景印押印依頼在中」と朱書することが望ましい。
- 切手または料額印面の合計を85円（2024年10月1日現在。第2種郵便物・葉書の料金）以上とした台紙・封筒・郵便はがき等。
- 押印位置や押印希望日を記載した依頼状（依頼人の住所氏名の他に連絡先電話番号を記入）。
- 記念押印された台紙・封筒・郵便はがき等を返送するための、宛先記入済・切手貼付済の封筒。

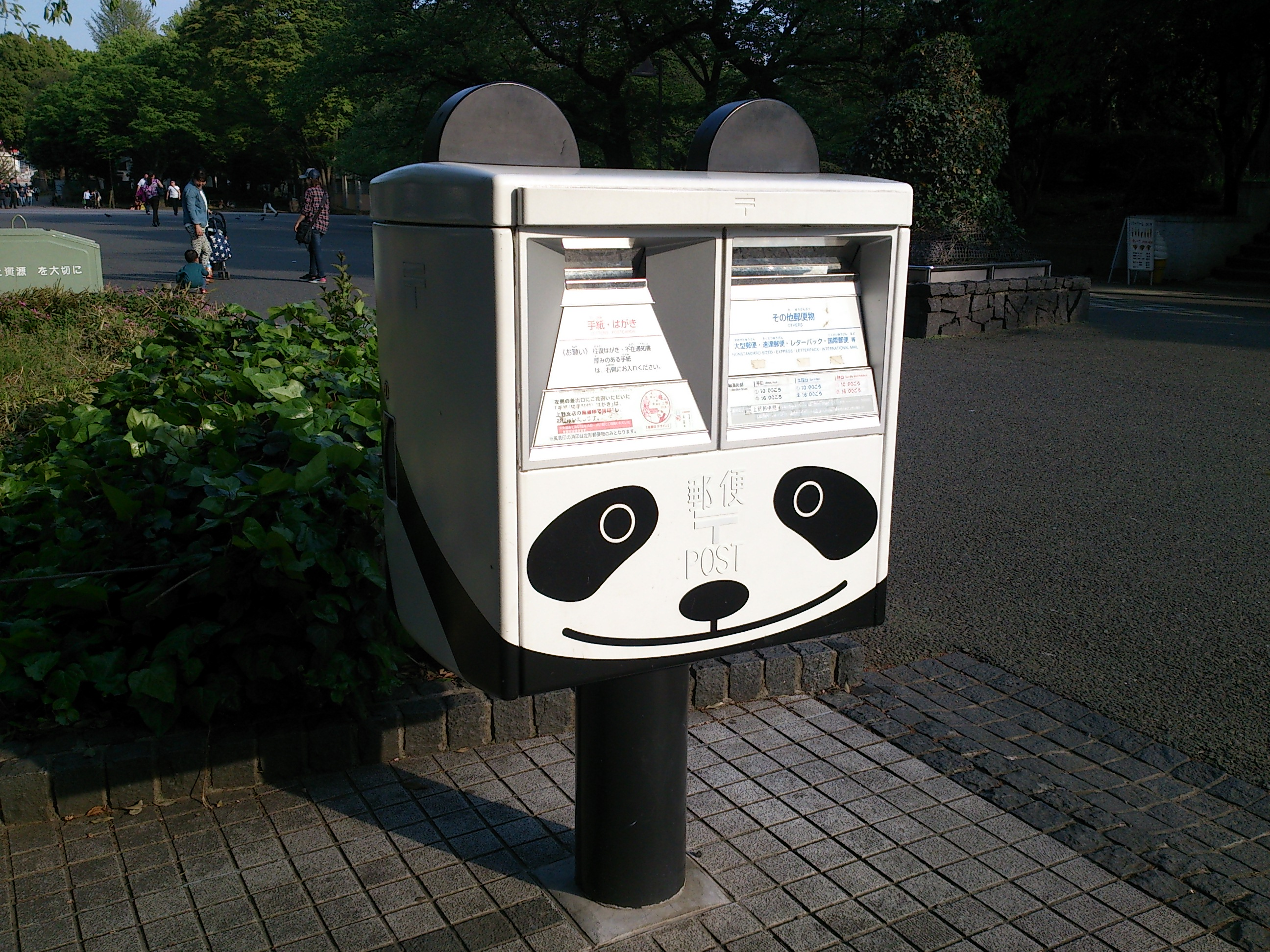
上野公園のパンダポスト

### 特殊なポストへの投函
2012年3月14日に犬吠埼灯台（千葉県銚子市）の前に設置された白い丸型郵便ポストのように、郵便物を投函すると風景印が押印されて宛先に届けられるというサービスを備えた郵便ポストが各地に存在する。上野公園のパンダポスト（2011年8月1日開始）や郵政博物館前のスカイツリー型ポスト（2014年3月1日開始）、福島空港のウルトラマンポスト（2014年12月18日開始）、東京駅のポスト、智頭急行恋山形駅前の恋ポストなど独自の形状や塗装が施されたものも多く人気が高い。

## 歴史

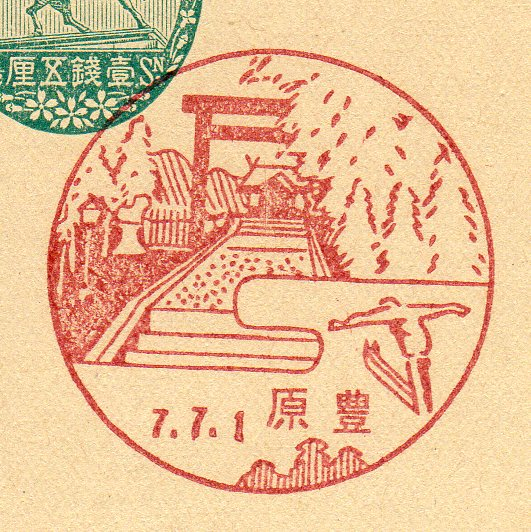
樺太・豊原局の風景印

風景印は1931年7月7日に逓信省告示で制度が創設され、同年7月10日に富士山郵便局（現・富士山頂郵便局）と富士山北郵便局で使用が開始された。戦前は多い時期で国内の1152局に設置されていたが、この頃は形状の規定も緩く、さまざまな形状の風景印が作られた。
同じ頃より日本の統治下にあった関東州、満州国、樺太、朝鮮、台湾、南洋の郵便局にも風景印が設置されるようになり、計260局以上で使用された。関東州の大連局と奉天局では国内よりも早く、昭和6年4月1日に使用を開始している。この他、日中戦争の際に開設された野戦郵便局でも数多くの風景印が使用された。
しかし、戦火が激しくなりゴム不足となったため、1940年11月15日限りで、戦意高揚に役立つとされた愛知県・熱田郵便局や島根県・大社郵便局などの神社にちなんだ風景印、江田島郵便局などの軍事施設にちなんだ風景印は摩滅するまで使用を認める一方、他の郵便局については使用停止となった。
戦後、1948年1月1日に東京中央郵便局はじめ24郵便局で使用開始となったが、規定が厳格化され変形印は影を潜めた。以後1974年頃までは観光地を中心に配備されていたが、1975年以降観光資源が乏しい住宅地の郵便局でも当時の集配郵便局を中心に配備が行われ、1988年以降は変形印が続々と登場するようになった。
平成に入ると、年月日の「ぞろ目ブーム」（平成11年11月11日など）を当て込んで使用を始める局が多数出たことで使用局が飛躍的に増加した。その後21世紀初頭までは急激な増加が続いたが、2005年以降は新規・変更を合わせ多くとも年間数10件程度で推移している。また、図柄が時代に合わなくなったとの理由などで配置をやめる局も出始めている。

## 日本国以外の風景印

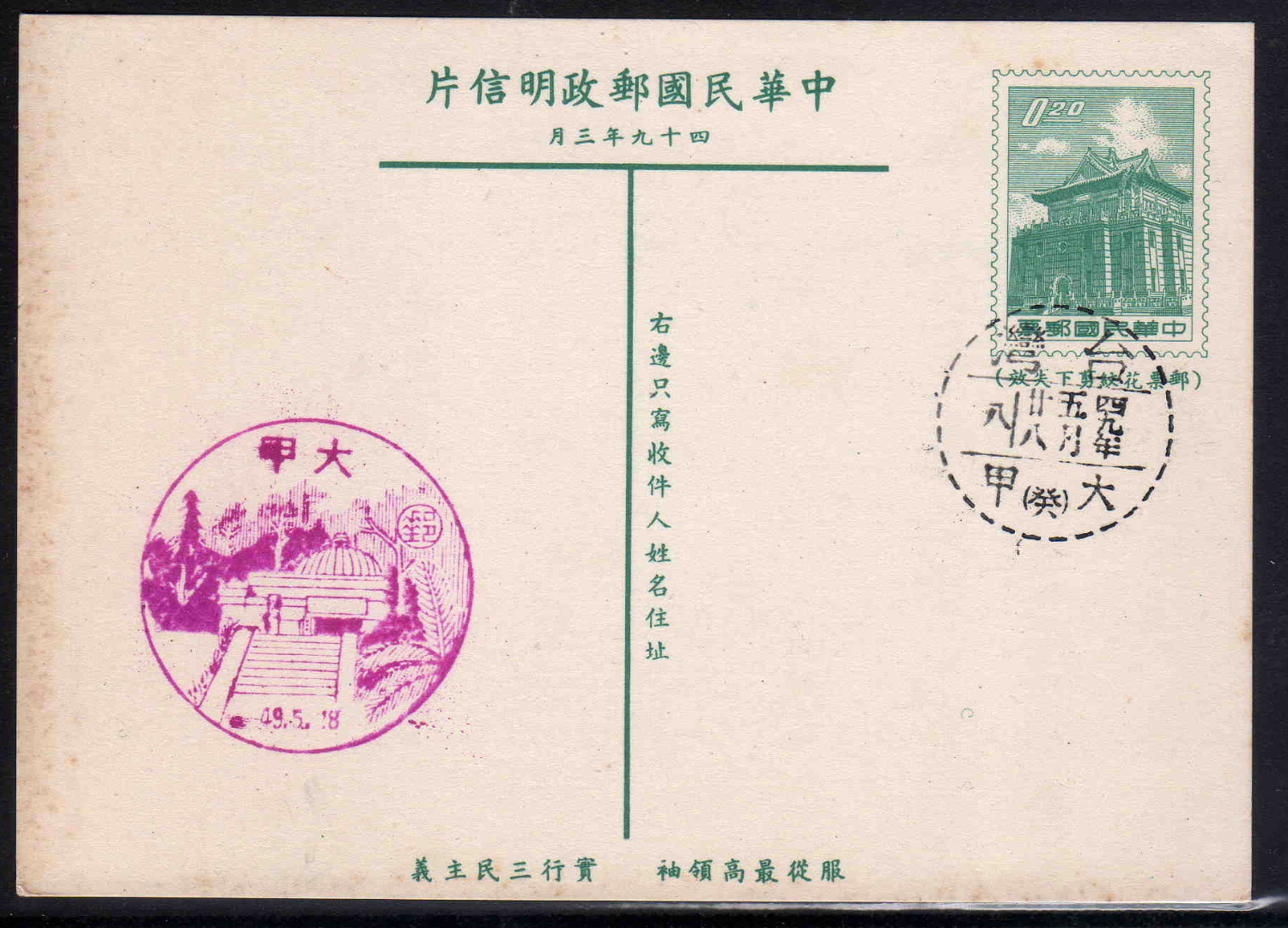
台湾（大甲郵局）の風景印（このように別々に押印されている）（※現在はこの図案は図案変更により使われていない。）

日本以外にも風景印は存在し、戦前に日本の統治下であった中華人民共和国、大韓民国、台湾のほか、スイスやカナダなど欧米圏にも存在する。またアメリカ占領下時代の沖縄（琉球郵政庁）にも風景印が存在した。
中華人民共和国では、1985年から「風景日戳」と呼ばれる風景印が使用されており、直径32mmの円形のものが黒色インクで押印される。
大韓民国では、「観光記念通信日付印」と呼ばれる風景印が使用されており、日本同様、円型以外の変形印もあり、黒色インクで押印される。
台湾でも「風景郵戳」と呼ばれる風景印が使用されているが、葉書の料額印面や切手などは通常の黒い消印で抹消した上で郵便物の余白に押印する、という形で使用されるために日付は入っていない。また日本と異なり、1つの郵便局で複数のデザインのものが使用されているところもある。インクはピンク色に近い赤紫色である。香港では、11か所の郵便局に「図案郵戳（ずあんゆうたく）」として用意されているほか、別の27か所郵便局では絵柄を統一した郵戳もある。
琉球郵政庁では、1950年3月に数局で風景印の使用が始まり、その後拡大して計14局で使用された。1961年には本土と同じルールに変更され（但し年表示は西暦）、本土復帰まで使用された。那覇中央郵便局をはじめ多くは復帰後にデザインが変更されたが、宜野湾郵便局、具志川郵便局、伊江郵便局、三和郵便局（糸満市）は復帰後も西暦を和暦に変更したのみで当時と同じデザインが継続して使用されている。